# مستثمر ملاك
المستثمر الملاك (بالإنجليزية: Angel investor)‏، هو شخص ثري يقدم رأس المال للشركات الناشئة غالباً مقابل سندات قابلة للتحويل أو حصص في المشروع. يقوم أحياناً عدة مستثمرين ملائكة بالتجمع معاً لتشكيل مجموعة استثمارية يشتركون فيها بالاستثمارات والبحوث. 

## مصدر وحجم التمويل
يقوم المستثمر الملاك بالاستثمار بماله الخاص عكس المستثمرين في رأس المال المخاطر، الذين يديرون اموال الآخرين لتمويل المشاريع الناشئة، ويديرونها بطريقة احترافية تضمن تحقيق عوائد للمستثمرين.
و رغم أن قرار الاستثمار يكون بالعادة معتمداً على صاحب الشركة الناشئة نفسه، الإ ان السبب الجوهري الذي يقف خلف قرار التمويل قد يكون الثقة، طبيعة المشروع أو كمية المال المستثمر به.

اعتماداً على تقارير هارفارد التي اعدها الباحثين وليم آر. كيرّ وجوش ليرنر وأنطوانيت سكولار تثبت ان المشاريع الناشئة الممولة من قبل المستثمرين الملائكة هي اقل عرضة للفشل من مثيلاتها التي تعتمد على التمويل المبدئي.
يملأ المستثمرون الملائكة الفراغ الموجود في تمويل الشركات الناشئة ما بين التمويل القادم من الأصدقاء والعائلة والتمويل القادم من المستثمرين في رأس المال المخاطر، فعلى الرغم من صعوبة تحصيل مبلغ يزيد عن بضعة مئات الآلآف الدولارات من العائلة والاصدقاء، فإن المستثمرين في رأس المال المخاطر لا يدرسون الاستثمار في الشركات الناشئة التي تبلغ قيمتها اقل من مليون إلى مليوني دولار، ولذلك فإن المستثمرين الملائكة غالباً ما يعدون خياراً مثالياً للحصول على التمويل في المرحلة الثانية من مراحل الشركات الناشئة، ويكونون مسؤولين عن استثمارات تعادل قيمتها مجموع استثمارات المستثمرين في رأس المال المخاطر سنوياً (20.1 مليار دولار مقابل 23.26 مليار دولار في الولايات المتحدة في عام 2010, استثمرت في 61,900 شركة ناشئة مقابل 1,012 شركة ناشئة).

## طبيعة الاستثمار
لأن الكثير من الأموال المستثمرة في رأس المال الملاك تخسر بشكل كامل عندما تفشل الشركات الناشئة تجارياً، فإن المستثمرين في رأس المال الملاك يبحثون عن الاستثمارات القادرة على جلب عوائد أكثر بـ10 اضعاف المال المستثمر بها خلال 5 سنوات من تاريخ الاستثمار عن طريق استراتيجات الخروج المعروفة، مثل عرض اسهم المشروع للاكتتاب العام أو عرض حصص المشروع لمستثمرين آخرين.
إن أفضل الممارسات في مجال رأس المال الملاك تقترح ان يبحث المستثمرين عن المشاريع التي تضمن لهم عائدات أكبر من المتعارف عليها (10 اضعاف قيمة الاستثمار خلال 5 سنوات)، فتقترح عليهم البحث عن الشركات الناشئة التي تضمن لهم على الأقل تحقيق 20 إلى 30 ضعف من المبلغ الذي تم استثماره خلال 5 ال 7 سنوات من الاستثمار، آخذةً بعين الاعتبار الاستثمارات التي ستفشل والمدة التي سيضطر فيها المستثمر إلى تجميد الأموال في المشروع، وفي الواقع، فإن نسبة نجاح الشركات التي تتبع لمجموعة استثمارية تستثمر برأس المال الملاك هي حوالي 20-30%، ولأن رغبة أي مستثمر تكمن في تعظيم الربح والعوائد من أي مشروع استثماري، فان خيار أخذ التمويل من مستثمري رأس المال الملاك هو خيار مكلف للشركات الناشئة، وبنفس الوقت فإن مصادر التمويل الأخرى مثل تمويل البنوك -و التي تعد أقل كلفة- لا تكون خياراً متوفراً في العادة للشركات الناشئة في مراحلها الأولى، والتي تكون صغيرة الحجم وحديثة النشأة لتكون مؤهلة للحصول على قروض من البنوك.

## رأس المال المستثمر في الولايات المتحدة الأمريكية
جغرافياً، يسيطر وادي السيليكون على وجهة رأس المال المستثمر في الولايات المتحدة الأمريكية، حيث ان استثمارات فيه بلغت نسبة 39% من 7.5 مليار دولار انفقت على الشركات الناشئة الأمريكية في الربع الثاني من عام 2011, أكثر بـ3-4 اضعاف اجمالي المبلغ المستثمر في نيو إنجلاند.